# 異育鱂
異育鱂 ，為輻鰭魚綱鯉齒目幸鳉科的其中一種。

## 分布
本魚僅分布於中美洲墨西哥中高地的溪流中，為特有種。

## 特徵
本魚體型修長，體格強健，尾柄狹窄。雄魚下側腹部的顏色為金黃色，雌魚則呈淺藍色，有時帶深色條紋。雄魚臀鰭不像其他大多數胎生魚呈棒狀，而雌魚臀鰭則為典型的扇形；雌、雄魚從鰓蓋後到尾柄都有一道淺藍色橫條紋，體長可達6.5公分。

## 生態
本魚棲息於淡水的河流小溪中，具領域性，攻擊性強，屬雜食性。

## 經濟利用
為觀賞性魚類。

## 外部連結
- Froese, R. & Pauly, D. (eds.) (2011). Allotoca dugesii. FishBase. Version 2011-12.